# Ambit
Ambit (z lat. ambitus, ochoz) je krytá, obvykle klenutá chodba, arkádami otevřená do prostorného dvora například kolem poutního kostela. Často je doplněna kaplemi nebo výklenky a sloužila jako přístřeší pro poutníky, k průvodům a modlitbám.
Někdy se slovo používá i pro křížovou chodbu klášterů a kapitulních kostelů, která však kostel neobepíná, nýbrž přiléhá k němu z boku. 

## Historie
Ambity v současném smyslu slova se začaly stavět s rozvojem poutí a poutních míst v barokní době.

## Příklady
- Svatá Hora u Příbrami
- Kostel Panny Marie, Klokoty u Tábora
- Kostel Panny Marie Vítězné (Bílá hora)
- Kostel svatého Jana Nepomuckého (Žďár nad Sázavou)
- Hora Matky Boží u Králík
- Kaple svatých Andělů Strážných (Sušice)
- Kostel Navštívení Panny Marie v Hejnicích

## Galerie

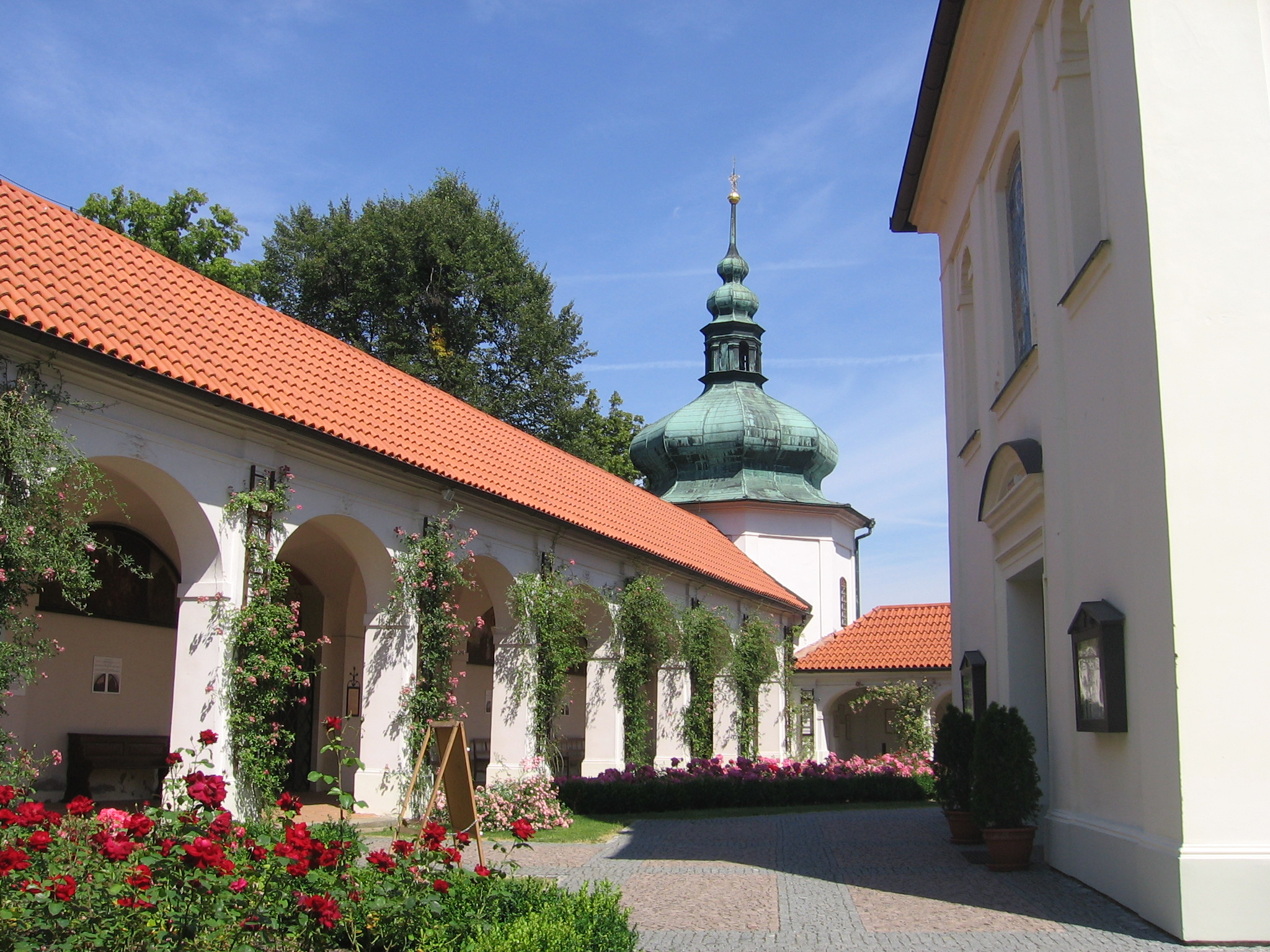
Ambity kolem kostela v Klokotech u Tábora
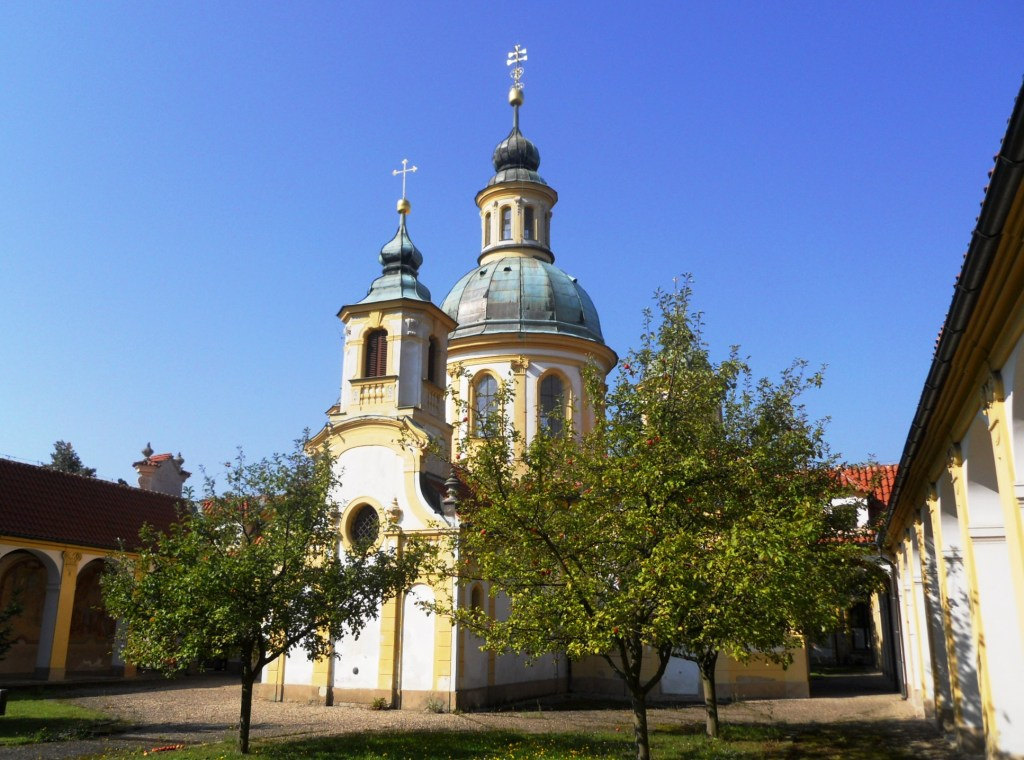
Ambity kolem kostela na Bílé Hoře v Praze
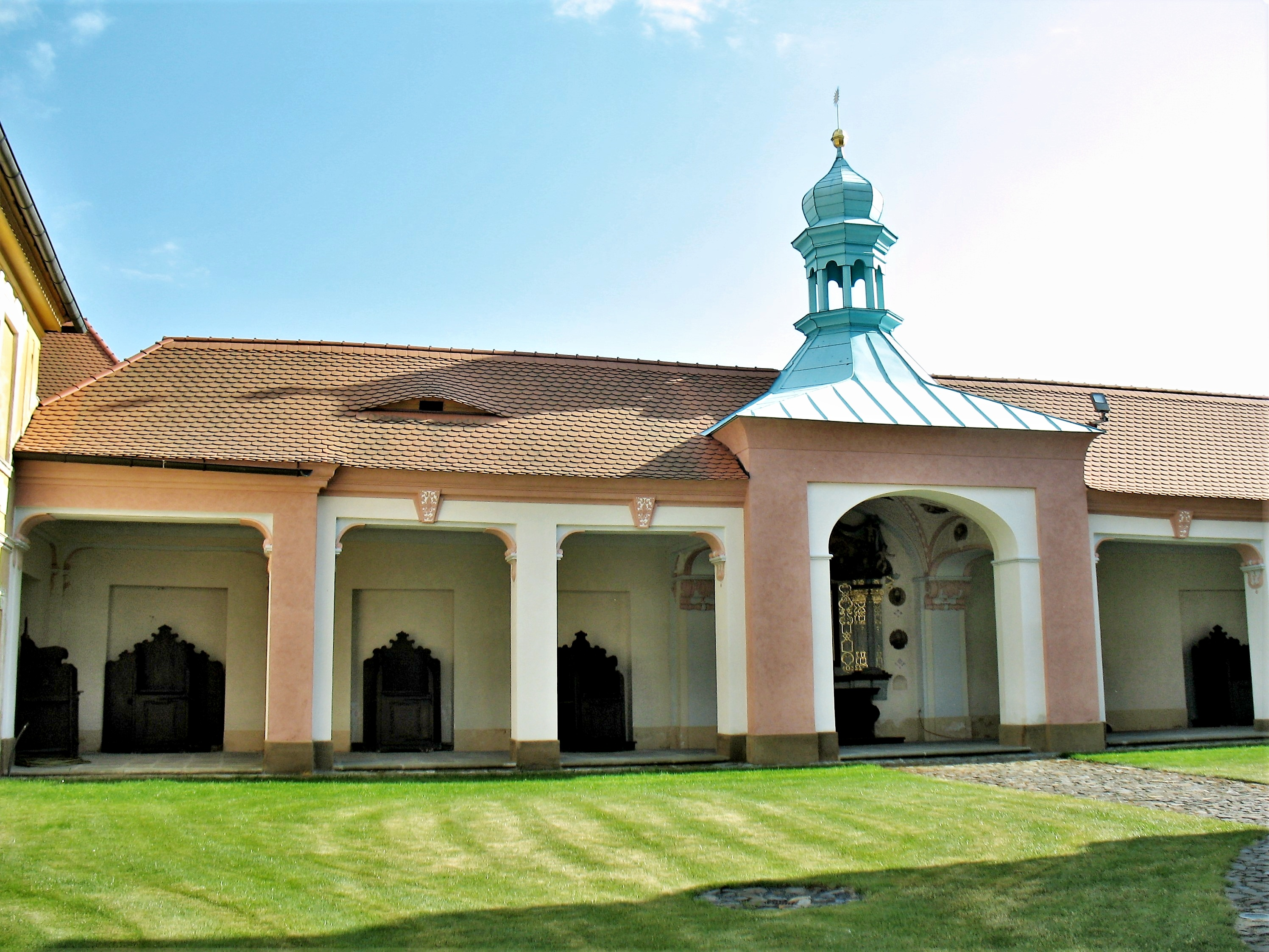
Ambity kolem kostela Navštívení Panny Marie v poutním areálu v Horní Polici na Českolipsku
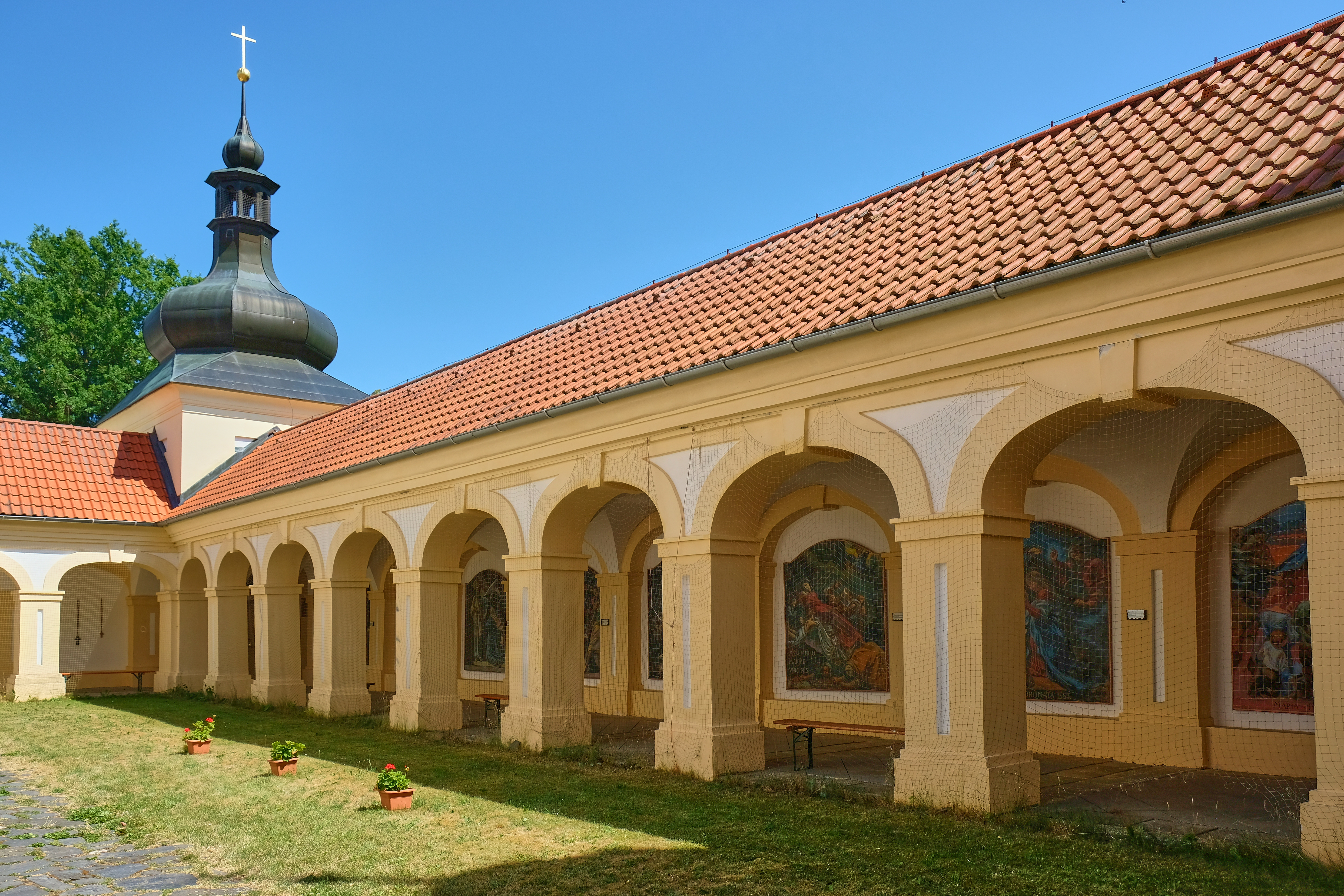
Ambit s nárožní kaplí v poutním areálu Maria Loreto ve Starém Hrozňatově
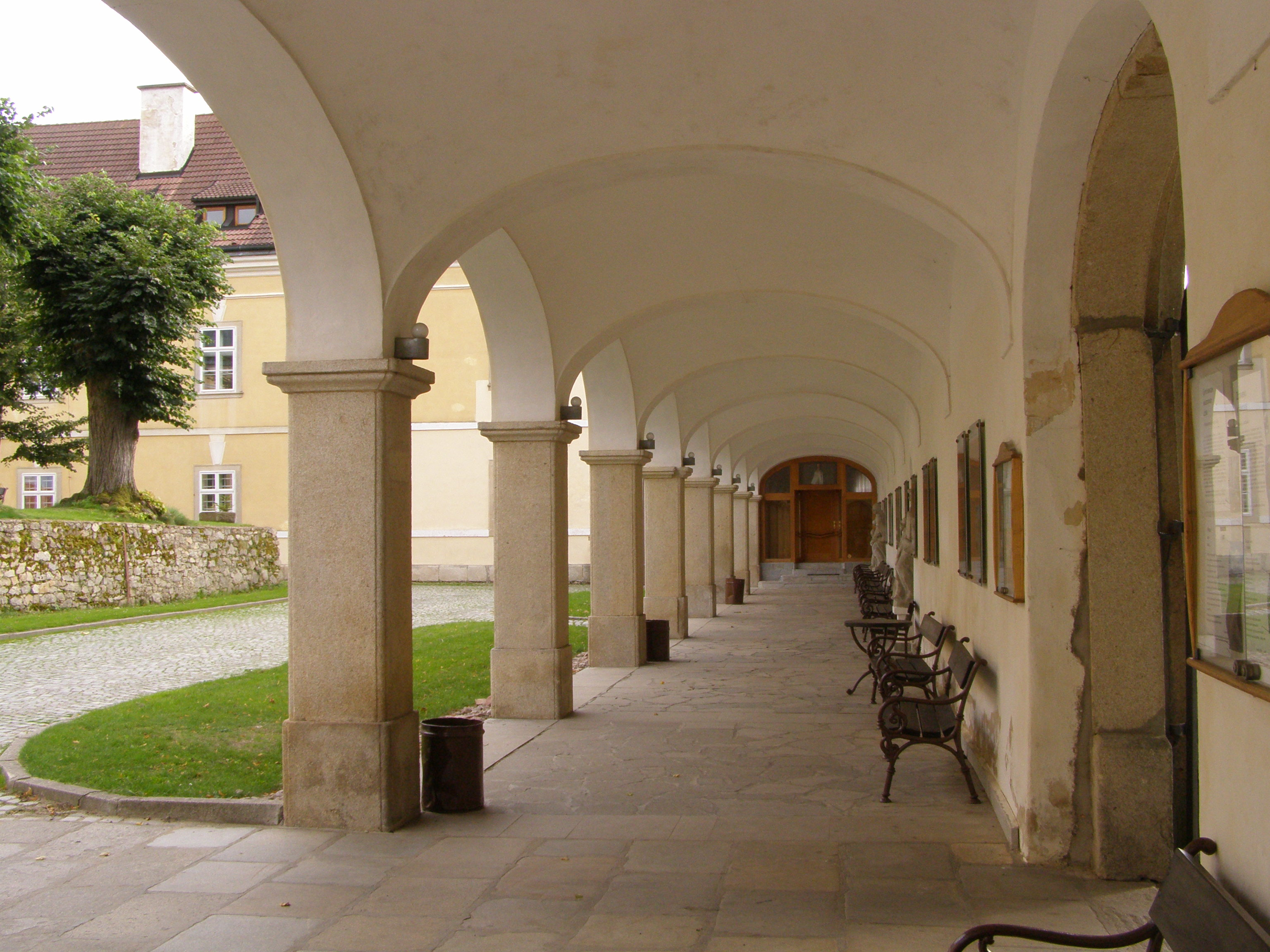
Ambit u kostela Panny Marie Karmelské v Kostelní Vydří